# Ilhas Cook nos Jogos Olímpicos de Verão de 2012
Ilhas Cook enviou uma equipe de oito atletas para competir nos Jogos Olímpicos de Verão de 2012, em Londres, na Grã-Bretanha.

## Desempeho

### Atletismo
Masculino
| Atleta        | Evento | Preliminar | Preliminar | Quartas de final | Quartas de final | Semifinais  | Semifinais  | Final       | Final       |
| Atleta        | Evento | Marca      | Posição    | Marca            | Posição          | Marca       | Posição     | Marca       | Posição     |
| ------------- | ------ | ---------- | ---------- | ---------------- | ---------------- | ----------- | ----------- | ----------- | ----------- |
| Patrick Tuara | 100 m  | 11s72      | 8º/bat. 4  | Não avançou      | Não avançou      | Não avançou | Não avançou | Não avançou | Não avançou |

Feminino
| Atleta        | Evento | Preliminar | Preliminar | Final | Final   |
| Atleta        | Evento | Marca      | Posição    | Marca | Posição |
| ------------- | ------ | ---------- | ---------- | ----- | ------- |
| Patricia Taea | 100 m  |            |            |       |         |

### Canoagem slalom
Feminino
| Atleta        | Evento | Preliminar | Preliminar | Preliminar | Preliminar | Semifinais  | Semifinais  | Final       | Final       |
| Atleta        | Evento | Descida 1  | Descida 2  | Total      | Posição    | Tempo       | Posição     | Tempo       | Posição     |
| ------------- | ------ | ---------- | ---------- | ---------- | ---------- | ----------- | ----------- | ----------- | ----------- |
| Ella Nicholas | K-1    | 118s69     | 118s29     | 118s29     | 18º        | Não avançou | Não avançou | Não avançou | Não avançou |

#### Velocidade
Masculino
| Atleta        | Evento     | Preliminar | Preliminar | Semifinais | Semifinais | Final | Final   |
| Atleta        | Evento     | Tempo      | Posição    | Tempo      | Posição    | Tempo | Posição |
| ------------- | ---------- | ---------- | ---------- | ---------- | ---------- | ----- | ------- |
| Joshua Utanga | K-1 200 m  |            |            |            |            |       |         |
| Joshua Utanga | K-1 1000 m |            |            |            |            |       |         |

### Halterofilismo
Feminino
| Atleta       | Evento | Arranque | Arranque | Arremesso | Arremesso | Total | Pos. |
| Atleta       | Evento | Res.     | Pos.     | Res.      | Pos.      | Total | Pos. |
| ------------ | ------ | -------- | -------- | --------- | --------- | ----- | ---- |
| Luisa Peters | -75 kg |          |          |           |           |       |      |

### Natação
Masculino
| Atleta        | Evento     | Eliminatórias | Eliminatórias | Semifinais  | Semifinais  | Final       | Final       |
| Atleta        | Evento     | Tempo         | Pos.          | Tempo       | Pos.        | Tempo       | Pos.        |
| ------------- | ---------- | ------------- | ------------- | ----------- | ----------- | ----------- | ----------- |
| Zachary Payne | 50 m livre | 25.26         | 42º           | Não avançou | Não avançou | Não avançou | Não avançou |

Feminino
| Atleta        | Evento     | Eliminatórias | Eliminatórias | Semifinais | Semifinais | Final | Final |
| Atleta        | Evento     | Tempo         | Pos.          | Tempo      | Pos.       | Tempo | Pos.  |
| ------------- | ---------- | ------------- | ------------- | ---------- | ---------- | ----- | ----- |
| Celeste Brown | 50 m livre |               |               |            |            |       |       |

### Vela
Feminino
| Atleta          | Evento       | Regata | Regata | Regata | Regata | Regata | Regata | Regata | Regata | Regata | Regata | Regata | Pontos | Posição |
| Atleta          | Evento       | 1      | 2      | 3      | 4      | 5      | 6      | 7      | 8      | 9      | 10     | M      | Pontos | Posição |
| --------------- | ------------ | ------ | ------ | ------ | ------ | ------ | ------ | ------ | ------ | ------ | ------ | ------ | ------ | ------- |
| Helema Williams | Laser radial |        |        |        |        |        |        |        |        |        |        |        |        |         |

Legenda
| Recorde mundial      | Recorde mundial (World record)               |                       | Recorde africano                      | Recorde africano (African) |                                           | Q | Classificado por posição (Qualified) |
| Recorde olímpico     | Recorde olímpico (Olympic record)            | Recorde da América    | Recorde da América (Americas)         | q                          | Classificado por melhor tempo (Qualified) |   |                                      |
| Melhor marca do ano  | Melhor marca do ano (World leading)          | Recorde asiático      | Recorde asiático (Asian)              | DNS                        | Não largou (Did not start)                |   |                                      |
| Recorde nacional     | Recorde nacional (National record)           | Recorde europeu       | Recorde europeu (European)            | DNF                        | Não terminou (Did not finish)             |   |                                      |
| Recorde pessoal      | Recorde pessoal do atleta (Personal best)    | Recorde da Oceania    | Recorde da Oceania (Oceania)          | DSQ / DQ                   | Desclassificado (Disqualified)            |   |                                      |
| Recorde da temporada | Recorde da temporada do atleta (Season best) | Recorde sul-americano | Recorde sul-americano (South America) | NM                         | Sem marca (No mark)                       |   |                                      |

| M   | Regata da Medalha da qual só participam os dez primeiros colocados das regatas anteriores  |  |  | CAN | Regata cancelada |
| BFD | Desclassificado por bandeira preta (Black Flag Disqualified)                               |  |  |     |                  |
| UFD | Desclassificado por bandeira "U" (U Flag Disqualified)                                     |  |  |     |                  |
| OCS | Largada queimada (On the Course Side of the starting line)                                 |  |  |     |                  |
| DNE | Desclassificação sem eliminação (infração a um item do regulamento da prova – Did Not End) |  |  |     |                  |